# Plouvien
Plouvien é uma comuna francesa na região administrativa da Bretanha, no departamento Finisterra. Estende-se por uma área de 33,56 km². Em 2010 a comuna tinha 3 888 habitantes (densidade: 115,9 hab./km²).